# ジョージアパラリンピック委員会
ジョージアパラリンピック委員会（ジョージアパラリンピックいいんかい、Georgian Paralympic Committee）はジョージア（グルジア）においてパラリンピック運動を推進する国内パラリンピック委員会である。国際パラリンピック委員会が主催するパラリンピックの各競技にジョージアの競技選手を派遣することを目的とし、代表選手の選抜と資金調達を行う非営利団体である。
会長はシャルヴァ・マイスラゼ。事務長は車いすフェンシングの代表選手でもあるイルマ・ヘツリアニが務めている。

## 歴史
2003年設立。2003年から2001年までダヴィド・マイスラゼが責任者を務め、2008年パラリンピックにて初めて選手を派遣した。2011年、ジョージアオリンピック委員会は新たな憲章を承認し、新会長にレヴァン・オデシャリアが就いた。2013年、ジョージアオリンピック委員会は国防省との覚書に署名を行った。その内容は、負傷した兵士を国のパラリンピック計画に組み入れることを目標とすることであった。2014年、アギトス財団によるウーメンタリングの一環として、ケニアの車いす陸上競技選手アン・ワルファ・ストリケがジョージアオリンピック委員会を訪問した。彼女は馬術選手ティナティン・レヴァジシュヴィリの指導を行った。